# Aeroportul Las Breas
Aeroportul Las Breas (IATA: TTC, ICAO: SCTT) este un aeroport din Regiunea Antofagasta, Chile ce deservește zona Taltal. Aeroportul a fost tranzitat în 2021 de 16 pasageri.
Situat la o altitudine de 786 m, aeroportul dispune de o singură pistă.